# Гартвілл (Міссурі)
Гартвілл (англ. Hartville) — місто (англ. city) в США, в окрузі Райт штату Міссурі. Населення — 594 особи (2020).

## Географія
Гартвілл розташований за координатами 37°15′1″ пн. ш. 92°30′48″ зх. д. / 37.25028° пн. ш. 92.51333° зх. д. (37.250321, -92.513336).  За даними Бюро перепису населення США в 2010 році місто мало площу 1,72 км², з яких 1,69 км² — суходіл та 0,03 км² — водойми.

## Демографія
Згідно з переписом 2010 року, у місті мешкало 613 осіб у 232 домогосподарствах у складі 133 родин. Густота населення становила 357 осіб/км².  Було 305 помешкань (178/км²).
Расовий склад населення:
| - 97,9 % — білих - 0,5 % — чорних або афроамериканців - 0,3 % — корінних американців - 0,3 % — азіатів |

До двох чи більше рас належало 1,0 %. Частка іспаномовних становила 2,0 % від усіх жителів.
За віковим діапазоном населення розподілялося таким чином: 26,3 % — особи молодші 18 років, 52,0 % — особи у віці 18—64 років, 21,7 % — особи у віці 65 років та старші. Медіана віку мешканця становила 38,5 року. На 100 осіб жіночої статі у місті припадало 94,6 чоловіків;  на 100 жінок у віці від 18 років та старших — 87,6 чоловіків також старших 18 років.
Середній дохід на одне домашнє господарство  становив 24 613 долари США (медіана — 16 595), а середній дохід на одну сім'ю — 33 049 доларів (медіана — 24 286). Медіана доходів становила 33 281 долар для чоловіків та 23 750 доларів для жінок. За межею бідності перебувало 47,1 % осіб, у тому числі 59,7 % дітей у віці до 18 років та 25,0 % осіб у віці 65 років та старших.
Цивільне працевлаштоване населення становило 129 осіб. Основні галузі зайнятості: освіта, охорона здоров'я та соціальна допомога — 31,0 %, виробництво — 20,9 %, роздрібна торгівля — 10,9 %, мистецтво, розваги та відпочинок — 9,3 %.